# Guldfly
Guldfly (Pyrrhia umbra) är en fjärilsart som beskrevs av Hüfnagel 1766. Guldfly ingår i släktet Pyrrhia och familjen nattflyn. Arten är reproducerande i Sverige. Inga underarter finns listade i Catalogue of Life.

## Bildgalleri

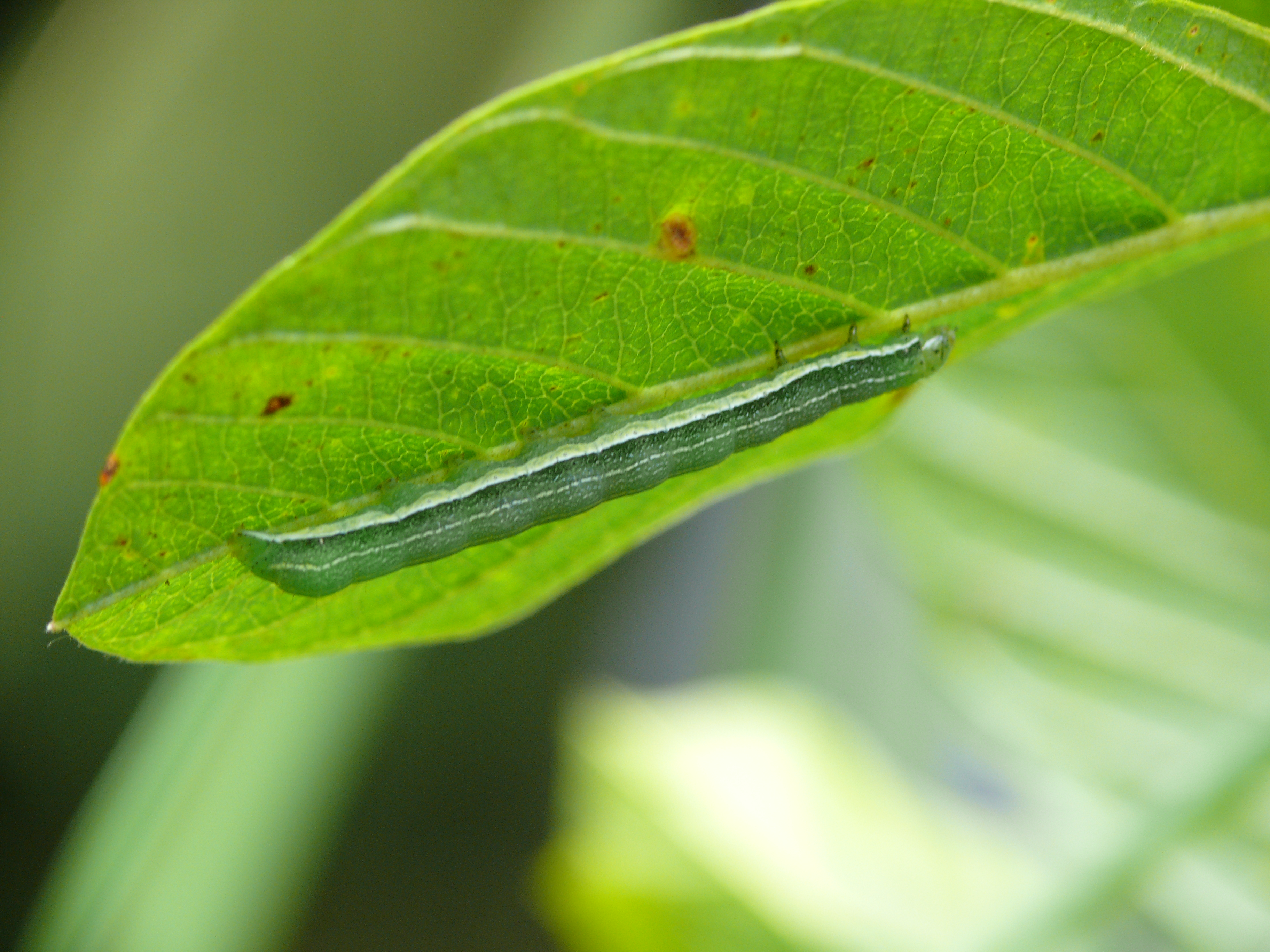